# Idwig Stéphane
Pour les articles homonymes, voir Stéphane.
Idwig Stéphane, né à Ixelles (Bruxelles) le 20 janvier 1944 et mort le 27 septembre 2021, est un acteur belge.

## Biographie
Outre un certain nombre de premiers rôles dans des longs métrages flamands, Idwig Stéphane joue également dans des films pour la télévision francophone et est aussi guest-star dans une série de la télévision française.

## Filmographie

### Au cinéma
- 1973 : Le Revolver aux cheveux rouges : Arthur
- 1974 : Le Conscrit : caporal
- 1976 : Pallieter : Fransoo
- 1979 : Mijn vriend : Dr Te Winckel
- 1981 : Bruges, la morte (Brugge, die stille) : Hugues Viane
- 1982 : Meurtres à domicile : Raoul Queyrat
- 1990 : La Cible
- 1992 : Daens : Eugene Borremans
- 1994 : À corps perdu
- 1995 : Dieu, l'amant de ma mère et le fils du charcutier
- 1999 : Tôt ou tard : le patron de l'Azur bar
- 2000 : Le roi danse de Gérard Corbiau : Prince de Conti
- 2001 : Un jeu d'enfants : le patron
- 2001 : Pauline et Paulette : Albert
- 2002 : Le Papillon : l'entomologiste
- 2005 : L'un reste, l'autre part : le psychiatre
- 2005 : Vendredi ou un autre jour

### À la télévision
- 1996 : Julie Lescaut, épisode 1 saison 6, Le secret des origines de Josée Dayan : Perlot
- 1998 : Une leçon d'amour
- 1999 : Maigret - épisode 31 : Un meurtre de première classe de Christian de Chalonge : le Consul
- 2000 : Juste une question d'amour
- 2003 : Saint-Germain ou la Négociation

## Théâtre
- 1978 : Pauvre B… de Patrick Roegiers d'après Charles Baudelaire, Théâtre Provisoire, Bruxelles